# Liste der Stolpersteine in Bassum
In der Liste der Stolpersteine in Bassum werden alle vorhandenen Stolpersteine aufgeführt, die im Rahmen des Projektes Stolpersteine des Künstlers Gunter Demnig in der Stadt Bassum verlegt worden sind.
| Adresse                  | Name             | Inschrift                                                                                          | Verlegedatum     | Bild | Anmerkung                                  |
| ------------------------ | ---------------- | -------------------------------------------------------------------------------------------------- | ---------------- | ---- | ------------------------------------------ |
| Bahnhofstraße 8 Standort | Helmut Rosenberg | Hier wohnte Helmut Rosenberg Jg. 1924 deportiert Minsk ermordet in Auschwitz                       | 1. Dezember 2009 |      | geboren am 22. März 1924 in Bassum         |
| Syker Straße 11 Standort | Leopold Baehr    | Hier wohnte Leopold Baehr Jg. 1873 deportiert 1942 Minsk ermordet 28.7.1942                        | 1. Dezember 2009 |      | geboren am 21. Dezember 1873 in Heddesheim |
| Syker Straße 11 Standort | Josefine Baehr   | Hier wohnte Josefine Baehr geb. Roberg Jg. 1882 gedemütigt/entrechtet Flucht in den Tod 11.11.1938 | 1. Dezember 2009 |      |                                            |
| Kirchstraße 15 Standort  | Wilhelm Bonhorst | Hier wohnte Wilhelm Bonhorst Jg. 1907 eingewiesen 1941 'Heilanstalt' Hadamar ermordet Juni 1941    | 1. Dezember 2009 |      |                                            |